# 韦建刚
韦建刚（1971年3月—），男，壮族，广西上思人，中华人民共和国政治人物。现任福建理工大学校长，第十四届全国政协委员、民建第十二届中央委员、中國民主建國會福建省委員會副主委。系国家百千万人才工程人选、享受国务院特殊津贴专家、教育部土木工程教学指导分委员会委员。